# Den Uretfærdige Dom
Den uretfærdige dom er et oliemaleri af Mogens Chr. Thrane (1697-1764) fra 1754. Det er 181 × 137 cm og hænger i de Lichtenbergfamiliens kapel i Granslev Kirke. Familien er ikke begravet dér, så der befinder sig kun maleriet i kapellet.

## Scenen
Billedet forestiller angiveligt det rådsmøde, hvor Jesus blev dømt til korsfæstelse af Pontius Pilatus. Alle 4 evangelister har historien, Markus i kapitel 15, v. 1-15, Matthæus i kapitel 27, v. 11-26, Lukas i kapitel 23, v. 1-25 og Johannes i kapitel 18 v. 28- 39 og kapitel 19 v. 1-16. De er ikke helt ens, men ypperstepræsterne indgår i dem alle, og hos Johannes navngives en af dem som Kajfas (sv). Derudover navngives ingen, men det gør de til overmål i billedet i Granslev.
Midt i billedet står Kajfas med symbolet på sin position, en hornmitra, på hovedet, og til venstre i billedet sidder Pontius Pilatus på sin tronstol. Lidt til højre i billedet sidder Jesus, tilsyneladende med bundne hænder, kun iført et løsthængende klæde, og til venstre sidder to skrivere, optaget af at nedskrive hvad der blive sagt. Bagerst i billedet skimtes et vindue, og udenfor det står et antal tilhørere.
Men det vigtigste er de 20 rådsmedlemmer, der ellers befolker billedet. De fremviser talebobler med deres holdning til anklagen mod Jesus, og det rækker fra Efterdi hand forfører Folket da er hand skyldig at døe (Diarabias) til Sandelig det er en Skam at ingen i hele landet vil forsvare en uskyldig Mand (Joseph af Arimathus). Ekstra markeret lader Mogens Chr. Thrane Kajfas sige, i et tillempet citat fra Johs. kap. 11 v 50: I tænker heller ikke på, at det er bedre for jer, at ét menneske dør for folket, end at hele folket går til grunde.
Alle rådsmedlemmerne er navngivet på deres talebobler, og følgende er således til stede: Sarius, Ibrahim, Ptolomeus, Potiphar, Rasmophan, Subath, Faras, Diarabias, Sabinthi, Nicodemus, Ehieras, Joran, Joseph af Arimatus, Ripher, Achias, Samech, Mesa, Caiphae, Raban og Simon Leprosus. Ingen af dem – udover Kajfas, Nicodemus og Josef fra Arimatæa – forekommer i bibelteksterne, men Josef er ellers kun kendt fra gravlæggelsen af Jesus.

## Teksterne på maleriet
I en medaillon over Kajfas står følgende tekst: Afbilding af den uretfærdige Behandling over Jesus som således er funden i Wien under Jorden udhugget i en Steen, og under billedet ses denne lange tekst:
Den Jødiske Landsherres Pontii Pilatis Blod Dom over Jesum, afsagt udi Jerusalem paa det sædvanlige Domsted, kaldet Gabatha eller Steenlagt. dette skeede udi Christi Alder 34 Aar. Jeg Pontius Pilatus , Romerske Kejserlige Majestæts Tiberij forordnede Landsherre udi Jødeland og Dommer i Jerusalem kender, dømmer og tillader herved således, at eftersom det Jødiske Folk haver ført til mig Jesum af Nazaret gjore Tiltale med Sag for Oprør, og som den der haver gjort sig selv til Konge og udgivet sig for Gud Søn, hvilket vi formeene såvel af hans egen Bekjendelse som af nogle Vidners Forhør at være tilstrækkeligt bevisligt, da han dog kun er en gemeen Mand Søn, han ogsaa haver truet dem at nedbryde deres Tempel, denne Jesus da ifølge af Jødiske Ret og Lov hvormed de med Billighed skal haandthæve mane og, paa deres eget Ansvar i Fremtiden, blive korsfæsted – gak, Skarpretter og føer ham bort -

## Oprindelsen
Der er ingen kendte kilder, der fortæller om domsforhandlingen, men i løbet af 1500-tallet opstår rygtet om, at noget er fundet i et skrin i Vienne, der ligger lidt syd for Lyon. Det udgives i flere oplag bl.a. i Vie de Jésus Christ, skrevet af franskmanden Comte de Douhet, og det rummer næsten ordret den lange tekst under billedet i Granslev. Det ser ud til, at ikke alle kunstnere dengang kendte den by, for fundet bliver i de senere billeder flyttet til Østrig, til Wien – ganske som Mogens Chr. Thrane gør det.
I 1581 berettede man så begejstret om et nyt fund – denne gang i Aquila, en lille by i Abruzzerne, lidt nordøst for Rom. Der fandt man angiveligt et pergamenthåndskrift i tre urner, henholdsvis af jern, marmor og sten. Der var tilføjet en række citater fra deltagerne, og det blev grundlaget for en række tryk, der blev udgivet i årene derefter.

## Kistebrevene
Trykkene blev kendt som kistebreve eller kistebilleder, fordi de ofte blev sat fast på indersiden af de store kister, man opbevarede alle sine ejendele i. En del blev også indrammet og hængt op på væggen, men de var skrøbelige og er nu ret sjældne. De var meget almindelige i Tyskland og også i Sverige, men i Danmark kendes kun ét eksempel med Den uretfærdige dom, og det er et tryk udgivet af Jul. Hoffenberg i slutningen af 1800-tallet. Det befinder sig på Museum Midtjylland i Herning.
Ingen steder kan man finde noget om udhugget i en Steen i Wien, så Mogens Chr. Thrane har haft et nu ukendt forlæg. Hans billede er også anderledes end de nyere, hvor Jesus altid afbildes stående, mens han sidder ned på billedet i Granslev. Det ligner mere billeder fra begyndelsen af 1600-tallet, hvor opbygningen var nærmest identisk med Thranes.